# Chapelle Notre-Dame-de-Pitié (Le Val)
La singulière chapelle Notre Dame de Pitié est située au Val, dans le département du Var. Elle fait partie du corpus restreint des chapelles décorées de coquillages (sept en France dont six encore existantes)[réf. nécessaire].

## Situation et accès
La chapelle rurale de Notre-Dame-de-Pitié est située au col de Notre-Dame, limite de la commune de Brignoles. Elle est adossée à la route départementale RD 554.

## Historique
(février 2017).
L'édifice actuel est issu de l'agrandissement d'une première chapelle, une possible Notre-Dame de Clivio (12ème) qui constitue la partie arrière.
Entre 1630 et 1668, un grand auvent puis la construction actuelle ont été faits. Les décorations, notamment celles de coquillages, n'ont pas pu être datées clairement. Les archives consultées ont été assez pauvres en renseignement.
Il est possible que l'autel et surtout ses décorations soient antérieurs et, par leur "renommée" aient entraîné de plus grandes dévotions et l'agrandissement pour recevoir les fidèles. On y pratiquait encore récemment un pèlerinage pour la messe de Confirmation en montant le Chemin de Croix, de quatre oratoires à chapiteau romain (3 ont été restaurés). La présence des deux portes en façade est aussi une particularité qui est plus fréquente pour de plus grands édifices, comme sur le chemin de Compostelle. La présence de coquilles Saint-Jacques, comme en liseré des niches hautes de la façade, va dans ce sens.
Cependant, les décorations très inspirées de la période de grand culte marial (piétas, mont du Calvaire) ne sont surement pas antérieures au 17ème. Ce qui est certain pour les décorations de la façade.
Quelques dates: 
- 1630, première demande d'agrandissement (auvent)
- 1659, millésime de la Pietà en bas-relief sur la façade commémorant la mort de Fr. Barthélémy de Sainte-Croix (Aix-en-Provence)
- 1698, date où a été frappé le Liard de France trouvé sous les planches du cercueil du caveau (dans la nef) de Marie Gavotte, décédée en 1674.

Durant cette période, en 1649 la "baume Joachim" située à Barjols (15 km au nord de Le Val, G.Godefroid 1999) prenait le vocable de Notre-Dame du Bon Refuge et accueillait des Carmes, au plateau du même nom. Un ensemble de cavités aménagées dont l'autel principal est surmonté de décorations de coquillages et scories. Bien que moins riche en nombre, en espèces, en figurations, elle est la sœur presque jumelle de ND de Pitié.
La chapelle ND de Pitié est inscrite au titre des monuments historiques le 16 décembre 1998 pour ses quatre oratoires, puis la chapelle est classée en totalité le 1er mars 2000.

## Architecture
L'édifice (13,50 m de L.) est constitué en deux blocs : une partie "ancienne" à l'arrière (4,8 m de l.) et plus récente en avant (6,50 m de l.) étagées sur deux niveaux principaux. Deux portes sont en façade (orientée au nord-ouest, face à ND de Paracols), une autre dans le premier mur ouest et rebouchée anciennement, pouvait accéder à un petit presbytère, aujourd'hui disparu.
En façade, les aménagements et décorations sont variées : niches romanes et niche à chapiteau romain (plutôt 18ème), la Pietà en bas-relief est entourée de tours gothiques et surmonte un bas-relief d'une vigne à l'escargot. Des liserés de coquillages (avec compositions pour les niches)  et scories noirs accompagnent la Pietà et les cinq niches hautes.
À l'intérieur, mis à part les bas-reliefs de niches sur les murs latéraux, il y a surtout l'autel et l'abside décorés de quelque 9 000 coquillages de presque trente espèces différentes provenant de la frange littorale méditerranéenne. Les compositions (cornes d'abondance, feuilles de laurier, rosaces, bouquets dans leur vase etc.) et liserés entourent la reconstitution du Golgotha : un monticule (1,70 m h. et 2 m de l) de morceaux de tuf et creusé d'une petite grotte (à liseré de coquillages) où une statuette de Pietà se tenait. Cette scène est dans une abside de 3,5 m de haut pour un mètre de profondeur. Bougeoirs et vases qui meublaient  l'autel (témoignage photo, car ils ont été volés) étaient aussi décorés de coquillages. Croix, figurines et outils du Calvaire se trouvaient dessus, ainsi que deux crânes humains aux angles arrières du pied du "mont", dont peut-être celui de Marie Gavotte qui n'a pas été mis dans le cercueil...

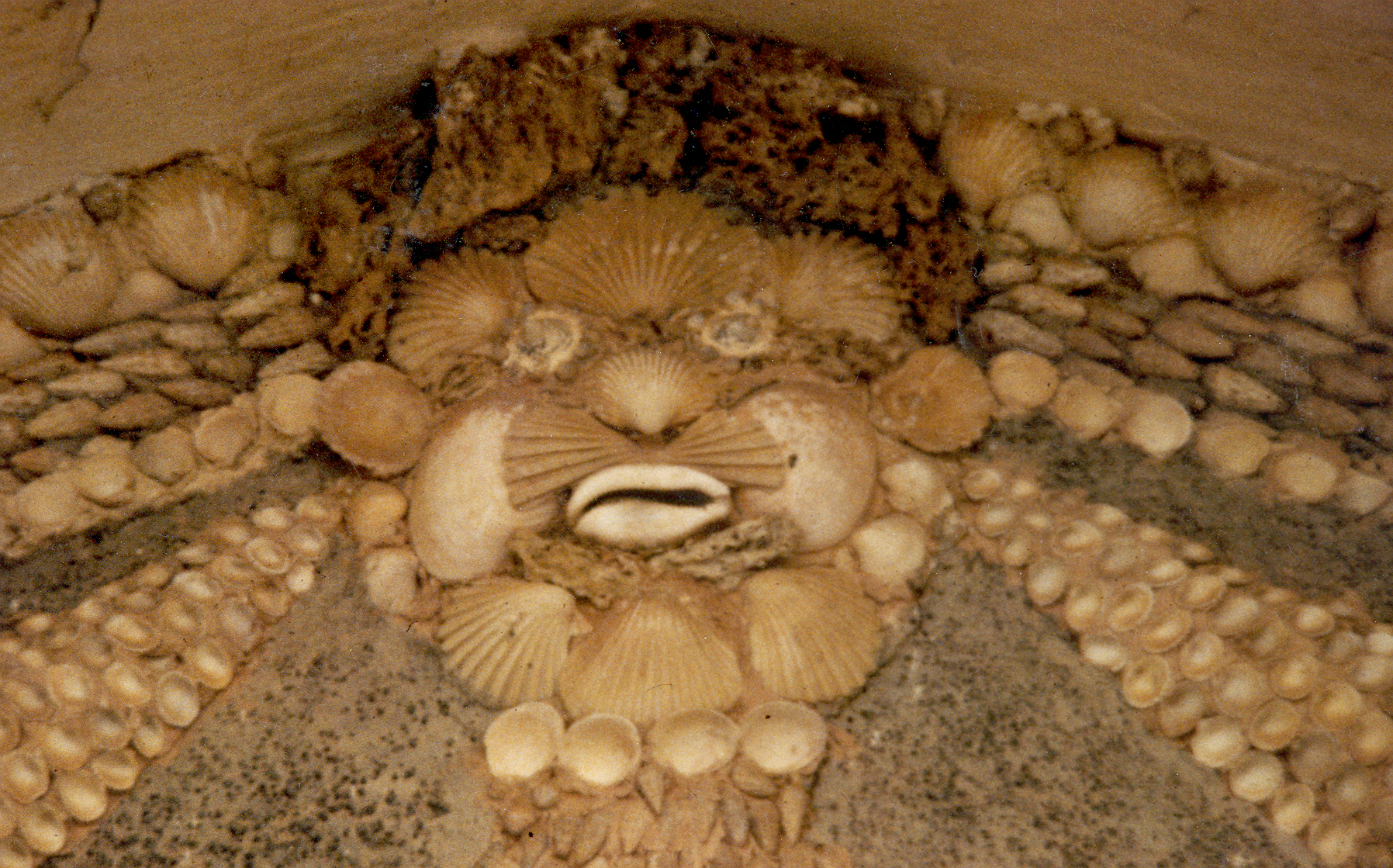
Composition de coquillages : Dieu avec cornes d'abondance sortant de ses oreilles. Notre-Dame de Pitié (Le Val) Photo G. Godefroid

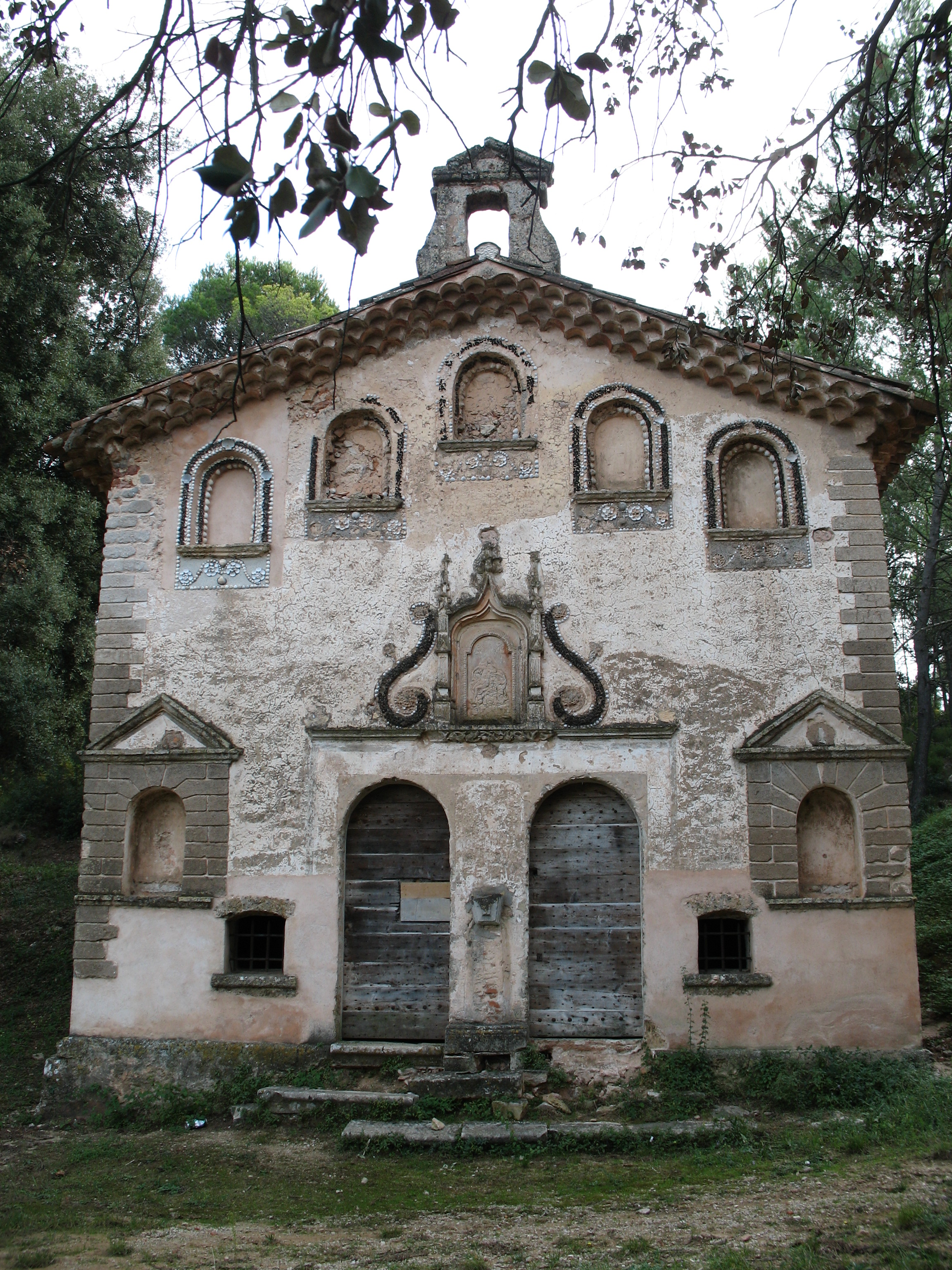
Façade avant restauration
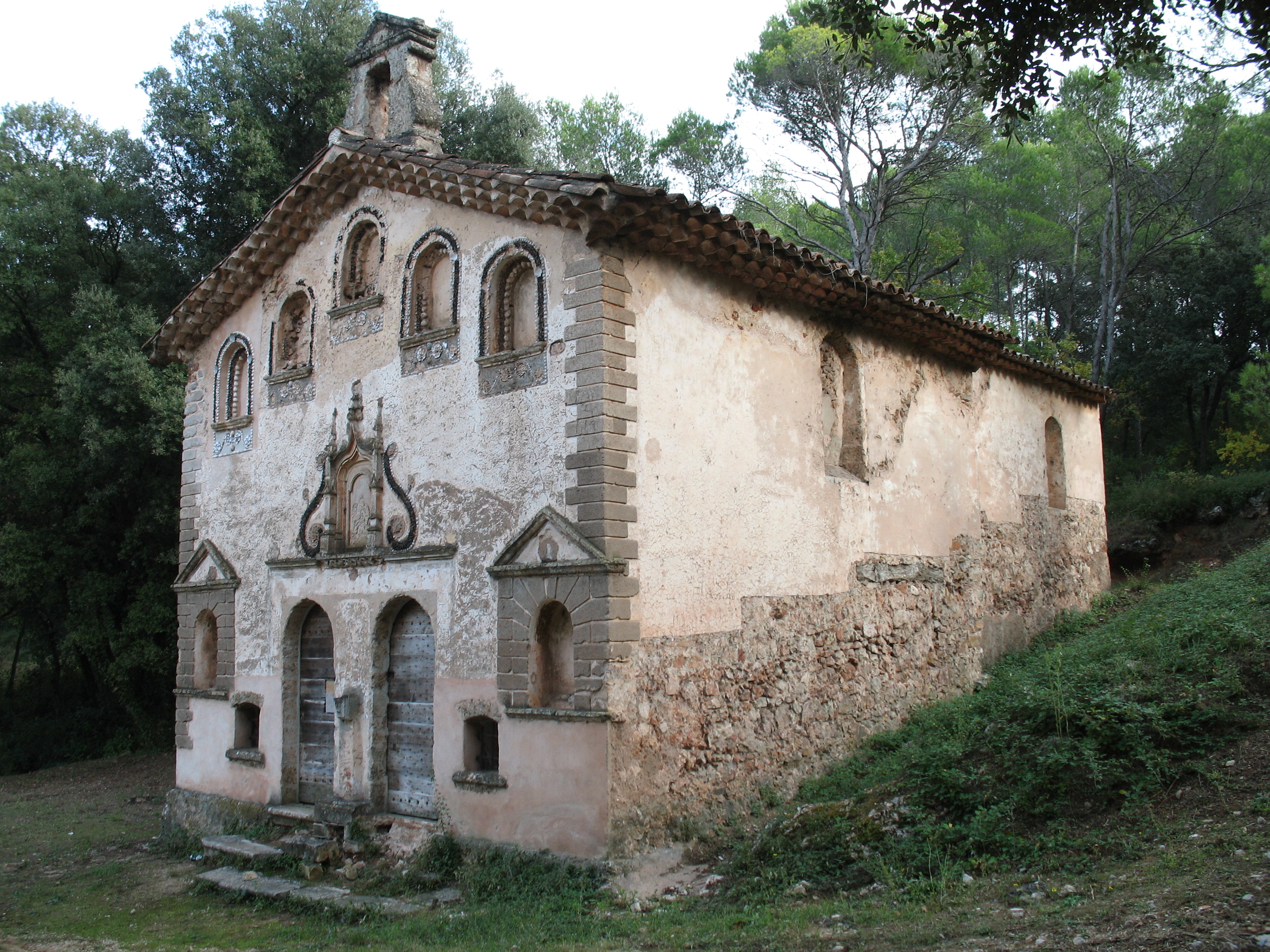
Vue générale
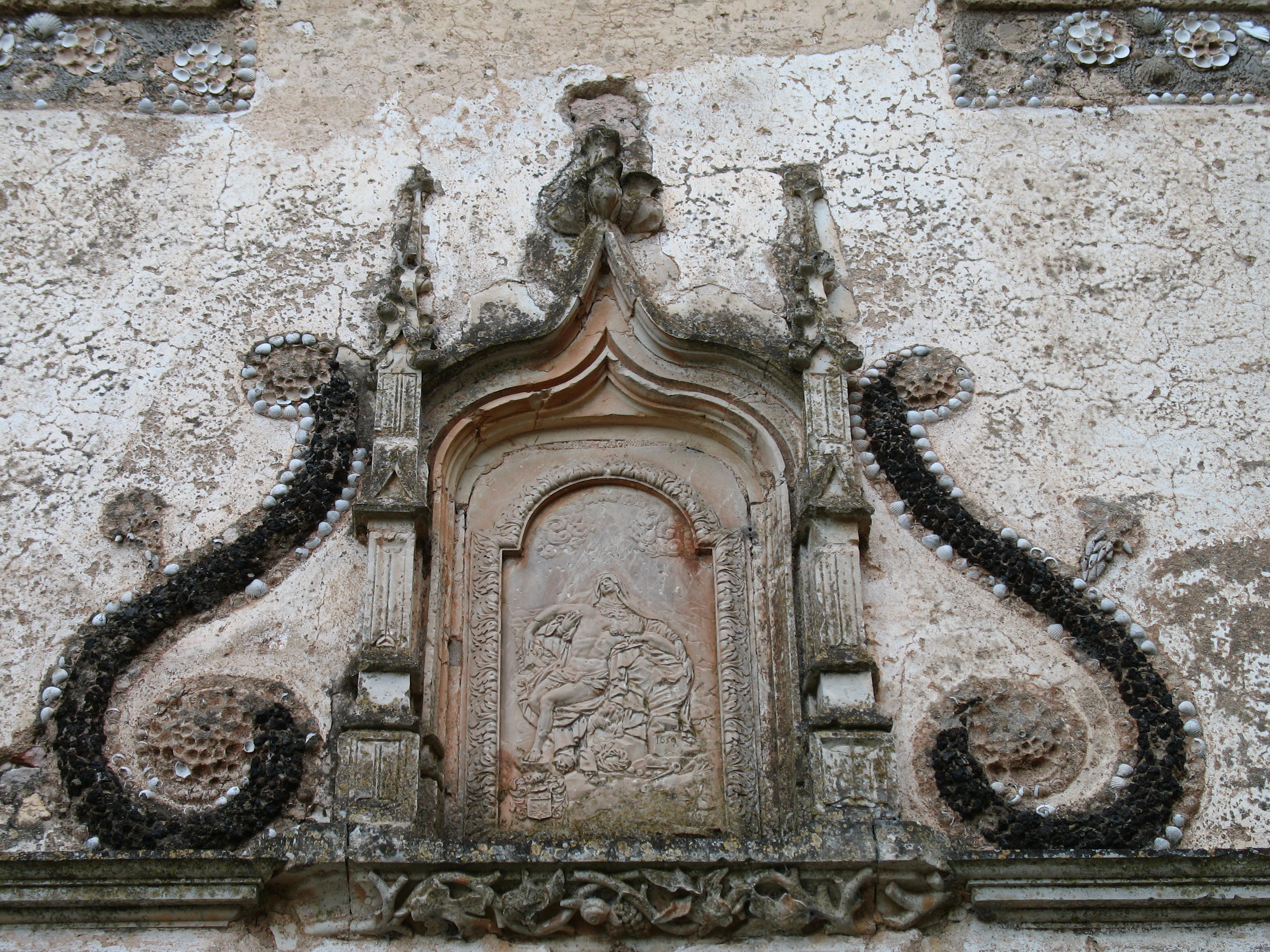
Détail de façade